# Gospodarstvo Hrvatske
Hrvatsko gospodarstvo nakon pada realsocijalizma u devedesetima doživljava tranziciju prema otvorenom tržišnom gospodarstvu, u kojem prevladava tercijarni sektor uslužnih djelatnosti. Iako je, od 2009. teško pogođena svjetskom financijskom krizom, ostala je jedna od najjačih ekonomija u jugoistočnoj Europi, a prema BDP-u bolja je i od nekih članica Europske unije.  Glavne gospodarske grane u Hrvatskoj čine poljoprivreda, prehrambena industrija, tekstilna industrija, drvoprerađivačka industrija, metaloprerađivačka industrija, kemijska industrija, naftna industrija, elektroindustrija, graditeljstvo, trgovina, brodogradnja, pomorstvo i turizam.

## Statistički pokazatelji

### Bruto domaći proizvod
Bruto domaći proizvod je za 2015. procijenjen na 89,76 milijardi USD ili 20 873 USD po stanovniku. Hrvatski BDP se tek 2003. izjednačio s onim iz 1990. prije raspada Jugoslavije i prijelaza na tržišno gospodarstvo. U razdoblju od 2004. do 2008. BDP je narastao za ukupno 23 %.  
Od 2009. godine gospodarstvo je bilo u recesiji, a BDP je od 2009. do 2012. godine pao 13 %. Pokrivenost uvoza izvozom je tek 57 %.
Od 2015 Hrvatsko gospodarstvo je počelo pokazivati znakove oporavka te je Hrvatska službeno izašla iz recesije u 2015. godini kada je ostvarila tri uzastopna rasta BDP-a (u kvartalima). Rast BDP-a do rujna 2017. iznosi cca 8 %. Zadnji zabilježeni rast iznosio je +3,3 % u trećem kvartalu 2017. godine.

### Inflacija
Inflacija je 1991. godine iznosila golemih 938 %. Međutim, u vrijeme vlade Nikice Valentića to se uspjelo svesti u prihvatljive okvire. Od tada se smanjuje stopa inflacije. Od 2000. godine ipak počinje blago rasti. 2005. se nastavlja taj trend, a 2007. iznosi 2,9 posto. Jedna od većih stopa inflacije zabilježena je 2008. kad je iznosila 6,1 %, i to je bila najviša stopa od 2000. godine. Gubitak vrijednosti novca se nastavlja i 2009. sa stopom od 2,4 %, 2010 stopa iznosi 1,1 %, Godine 2011. 2,3 %, dok je 2012. inflacija iznosila 3,4 %. Ipak 2013. godine stopa inflacije je bila najniža od 2010., a iznosila je 2,2 %.
Prema nekim procjenama (jer ne postoje službeni podaci HNB-a ili DZS-a), u razdoblju od 2008. cijene su rasle tri puta brže od plaća, pa je kupovna moć prosječnog građanina Hrvatske 2013. pala na razinu iz 2006. godine.
Devizne pričuve su od početka krize povećane s 9,1 milijardi eura, na 11,3 milijarde eura, odnosno 24 posto u odnosu na 2008. BDP u istom vremenu pao za čak 12 posto, Hrvatska monetarna politika je očito politika monetarne stabilnosti, koja uključuje stabilan tečaj, nisku inflaciju i visoke devizne rezerve, iako to može naštetiti izvozu.

### Zaposlenost
Nezaposlenost je od početka devedesetih konstantno rasla na godišnjoj razini sve dok u ožujku 2002. broj nezaposlenih nije iznosio vrtoglavih 415 352, a stopa nezaposlenosti u siječnju 2002. je bila dosegla čak 24,0 %. Zato je nezaposlenost je jedan od većih problema hrvatskog gospodarstva. Od tada stopa nezaposlenosti ponovno opada i u kolovozu 2007. stopa nezaposlenosti se spustila na 13,8 % što je bila najmanja stopa od devedesetih. Nezaposlenost u hrvatskoj opada tijekom ljetnih mjeseci, a ponovno raste tijekom zimskih zbog sezonskog zapošljavanja, potaknutog dolaskom turista na Jadran.
Nakon gotovo cijelog desetljeća, početkom krize, nezaposlenost u Hrvatskoj počinje nezaustavljivo rasti. Od početka krize do kraja 2013. bez posla je ostalo 216 tisuća ljudi, čime je ukupno nezaposleno više od 365 tisuća ljudi, odnosno stopa nezaposlenosti iznosi 22.4 posto.
Oko 53 % mladih je nezaposleno, prema čemu je Hrvatska među vodećima (najgorima) u Europskoj uniji. 

### Uvoz i izvoz
Problem hrvatskog gospodarstva i nadalje pak ostaju deficit u robnoj razmjeni i deficit tekućeg računa platne bilance. Unatoč blago bržem rastu izvoza od uvoza vanjskotrgovinsku razmjenu Hrvatske obilježava dva puta veća vrijednost uvoza od izvoza, te rastući robni deficit. Prema podacima Državnog zavoda za statistiku ukupna vrijednost robne razmjene Hrvatske sa svijetom u 2005. godini iznosila je 27,3 milijardi USD. Hrvatska je tijekom 2005. izvezla robe u vrijednosti od 8,8 milijarde USD, dok je vrijednost uvoza dosegla 18,5 milijarde USD. Deficit u robnoj razmjeni 2007. premašio je 9 milijardi eura, što je 9,1 % više nego 2006., a pokrivenost izvoza uvozom je niskih 47,9 %.
Najveći hrvatski izvozni partneri su Italija (21 %), BiH (14,3 %), Njemačka (10,6 %), Slovenija (8 %), Austrija (7,1 %) i Srbija i Crna Gora (4,4 %) dok su najveći uvozni partneri Italija (16 %), Njemačka (14,8 %), Rusija (9,1 %), Slovenija (6,7 %), Austrija (5,7 %) i Francuska (4,1 %).

### Investicije
Izravna strana ulaganja u Hrvatsku, prema podacima Hrvatske narodne banke, u razdoblju od 1993. do lipnja 2005. godine iznose 11,216 milijardi eura. Izravna inozemna ulaganja u Republiku Hrvatsku 2006. su iznosila rekordnih 2,746 milijardi eura, a novi podaci HNB-a za prva tri kvartala 2007. govore da je u Hrvatsku uloženo 2,716 milijardi eura pa je izvjesno da će 2007. godina biti rekordna po izravnim stranim ulaganjima. Najviše investicija je bilo u financijski sektor s 1,4 milijarde eura, a ulaganja u važan proizvodni sektor je vrlo skroman - u prva tri kvartala iznosila su oko 600 milijuna eura što nije zadovoljavajuće. Glavni investitori u Hrvatsku i dalje je Austrija, a slijede ulagači iz Belgije, Švicarske, Nizozemske, Njemačke i Francuske. Hrvatska ulaganja u inozemstvo iznosila su 204 milijuna eura i to najviše u Mađarsku i Nizozemsku.

### Inozemni dug
Bruto inozemni dug nije jednak s pojmom državni dug. Prema podacima u listopadu 2012. bruto vanjski dug Hrvatske iznosio je 46,6 milijarde eura.
Struktura inozemnog duga Republike Hrvatske 2012.:
- Vanjski dug središnje države (Državni dug) iznosi 5,15 milijardi eura, što je udio od 11,8 posto u ukupnom vanjskom dugu.
- izravna strana ulaganja 7,37 milijardi eura (16,1 posto),
- vanjski dug bankarskog sektora iznosi 9,89 milijardi eura (22,7 posto)
- a vanjski dug ostalih sektora (poduzeća, građani i dr.) iznosi 21,52 milijarde eura (49,4 posto).

## Tranzicija
Stanje hrvatskog gospodarstva tipično je za zemlje u tranziciji iz komunizma. Iako je došlo do privatizacije i preustroja u svim područjima, glavni problemi su velika nezaposlenost i slabe gospodarske reforme. Nekadašnja uspješna industrijska proizvodnja zbog ratnih okolnosti i najčešće protuzakonito izvedene privatizacije i zastarjele tehnologije u proizvodnji danas još nije dostigla onu iz 1990. godine. Situaciju dodatno otežava loš sustav sudstva i administracije, pogotovo u pogledu vlasništva nad nekretninama. Tako sada jedan od najvećih problema hrvatskog gospodarstva ostaju premala proizvodnja, nedovoljan izvoz, prezaduženost, nezaposlenost, pravosuđe i uprava te sveprisutna korupcija.

## Razvijenost Hrvatske po županijama
U Hrvatskoj postoji i sve izraženiji problem razlike u standardu i razvijenosti pojedinih dijelova Hrvatske, što je vjerojatno i posljedica poreznog sustava koji je na snazi. Dok se u Europi otprilike 25 % poreznih prihoda ostavlja ondje gdje su uprihođeni, tj. u lokalnim samoupravama, u Hrvatskoj je taj postotak u praksi između 3 i 4 % poreza koji ostaju lokalnoj samoupravi. Budući da je većina velikih kompanija i banaka, kao i državnih monopolista za svoje sjedište registrirala Zagreb, ovaj je problem tom činjenicom još više potenciran. To za posljedicu ima stanje da je BDP po stanovniku u Zagrebu otprilike trostruko veći od prosjeka za cijelu državu. Od prve sljedeće najrazvijenije i najbogatije regije, Istre, glavni je grad, mjereno po BDP-u per capita, također gotovo trostruko bogatiji, a samim tim i razvijeniji. Drugi i treći grad (Split i Rijeka) su više nego trostruko, u zaostatku za Zagrebom, dok su najnerazvijenija područja gotovo deset puta siromašnija i nerazvijenija od metropole, bez obzira na činjenicu da je jedna od najsiromašnijih Vukovarsko-srijemska županija sposobna proizvesti u prosjeku pet puta više poljoprivrednih proizvoda negoli ostatak Hrvatske, a što je do domovinskog rata i bio slučaj. Nažalost, gotovo u pravilu, najsiromašniji dijelovi države su oni koji su bili pod okupacijom tijekom rata, bez obzira na komparativne prirodne prednosti koje pojedini od njih imaju. Tako istočni dijelovi Hrvatske itekako kaskaju za hrvatskim zapadom.
| Županija | Županija                        | Županija        | Gospodarstvo        | Gospodarstvo        |
| Županija | Županija                        | Broj stanovnika | BDP u milijardama € | BDP € po stanovniku |
| -------- | ------------------------------- | --------------- | ------------------- | ------------------- |
| 1        | Zagreb                          | 769 944         | 17,544              | 22 695              |
| 2        | Istarska županija               | 195 794         | 3,126               | 15 570              |
| 3        | Primorsko-goranska županija     | 266 503         | 4,270               | 14 797              |
| 4        | Dubrovačko-neretvanska županija | 115 862         | 1,587               | 13 277              |
| 5        | Varaždinska županija            | 160 264         | 1,865               | 10 899              |
| 6        | Zadarska županija               | 160 340         | 1,797               | 10 803              |
| 7        | Međimurska županija             | 105 863         | 1,142               | 10 302              |
| 8        | Šibensko-kninska županija       | 96 624          | 1,027               | 9 713               |
| 9        | Zagrebačka županija             | 301 206         | 3,011               | 9 710               |
| 10       | Splitsko-dalmatinska županija   | 425 412         | 4,278               | 9 636               |
| 11       | Ličko-senjska županija          | 42 893          | 0,436               | 8 878               |
| 12       | Koprivničko-križevačka županija | 101 661         | 0,979               | 8 711               |
| 13       | Osječko-baranjska županija      | 259 481         | 2,572               | 8 684               |
| 14       | Karlovačka županija             | 112 596         | 1,035               | 8 301               |
| 15       | Bjelovarsko-bilogorska županija | 102 295         | 0,925               | 7 986               |
| 16       | Krapinsko-zagorska županija     | 120 942         | 1,021               | 7 919               |
| 17       | Sisačko-moslavačka županija     | 140 549         | 1,309               | 7 868               |
| 18       | Vukovarsko-srijemska županija   | 144 438         | 1,171               | 6 730               |
| 19       | Požeško-slavonska županija      | 64 420          | 0,499               | 6 620               |
| 20       | Brodsko-posavska županija       | 130 782         | 1,016               | 6 607               |
| 21       | Virovitičko-podravska županija  | 70 660          | 0,536               | 6 525               |

Izvor za BDP : BRUTO DOMAĆI PROIZVOD ZA REPUBLIKU HRVATSKU, NKPJS 2012.– 2. RAZINA I ŽUPANIJE U 2018./GROSS DOMESTIC PRODUCT FOR REPUBLIC OF CROATIA, NUTS 2013 – 2nd LEVEL AND COUNTIES, 2018, podaci za 2018.
Izvor za stanovništvo:, podaci za 2021.
BDP po stanovniku u Gradu Zagrebu je u 2018. godini, prema podacima DZS-a, iznosio 22.695 eura, dok je u Virovitičko-podravskoj županiji bio na razini od 6.667 eura. Uz Grad Zagreb, BDP viši od prosjeka tako su imale samo još Istarska (15.570 eura), Primorsko-goranska (14.797 eura) i Dubrovačko-neretvanska županija (13.277 eura). Na posljednjim mjestima, uz Virovitičko-podravsku županiju, nalaze se Brodsko-posavska (6.607 eura), Požeško-slavonska (6.620 eura) te Vukovarsko-srijemska županija (6.730 eura). Najbliže prosjeku bile su Dubrovačko-neretvanska (13.277 eura) i Varaždinska županija (10.899 eura). 
Ta usporedba ukazuje i na produbljavanje razlika među županijama. Tako je zagrebački BDP po stanovniku 2018. prema prethodnoj godini povećan za nešto manje od 9 posto ili 1.816 eura, dok je u Virovitičko-podravskoj župsniji taj rast iznosio manje od 1 posto ili 45 eura. Proizilazi da je 2017. godine BDP po stanovniku u Gradu Zagrebu bio 3,22 puta veći nego u Virovitičko-podravskoj županiji, ta je razlika u 2018. godini povećana na 3,48 puta. 
Podaci pokazuju i da je od 20 hrvatskih županija i Grada Zagreba u čak 17 županija BDP po stanovniku bio niži od državnog prosjeka. U odnosu na državni prosjek zagrebački je BDP po stanovniku u 2017. bio 75,3 posto veći, a u 2018. godini za gotovo 85 posto. To potvrđuje primat Zagreba nad drugim županijama i neuspjeh decentralizacije sustava.

## Poljoprivreda
Hrvatsku poljoprivredu određuju tri različite geografske i klimatske cjeline: ravničarsko područje na sjeveru pod utjecajem kontinentalne klime, priobalno područje na jugu pod utjecajem sredozemne klime te planinski prostor u središnjem dijelu Hrvatske, a to omogućuje proizvodnju brojnih poljoprivrednih proizvoda, od ratarskih i industrijskih usjeva do vinograda te kontinentalnoga i mediteranskog voća i povrća. Niska razina zagađenja omogućuje razvoj ekološke proizvodnje. Samodostatnost je postignuta u proizvodnji pšenice i kukuruza te u proizvodnji mesa, peradi, jaja, meda i vina. Značajni izvozni poljoprivredni proizvodi su žitarice, duhan, sjemenska roba, ljekovito bilje, mandarine, tartufi i med, a uvoze se južno voće, kava, živa goveda, svinje, soja, kakao, izvansezonsko voće i povrće te uljarice.
Poljoprivreda, šumarstvo i ribarstvo sudjeluju s oko 7,2 % u hrvatskom BDP-u. U 2004. godini je bilo ukupno 2,7 milijuna hektara poljoprivrednih površina, od čega je 41 % bilo oranica i vrtova, 1,8 % vinograda, 1,8 % voćnjaka i 0,6 % maslinika, dok su ostalo bile livade i pašnjaci (54 %). Od 1,1 milijuna hektara oranica i vrtova zasijano je 1 milijun.
Devedesetih godina 20. stoljeća poljoprivreda je zabilježila značajno opadanje proizvodnje, što je posljedica rata i tranzicije na tržišnu ekonomiju. Od 1995. stalno se povećava biljna proizvodnja, no stočarska je proizvodnja još 30 % niža nego 1990. godine.

## Ribarstvo
Osnova slatkovonog ribarstva je uzgoj šarana i pastrva u ribnjacima. Ipak unatoč dugoj tradiciji proizvodnja ribe u kontinentalnim dijelovima Hrvatske se smanjuje svakom godinom. 2004. godine proizvedeno je 3393 tona slatkovodne ribe: od toga najviše šarana (1575 t) i pastrve (1075 t).
Uzgoj morske ribe i školjkaša u Jadranskom moru svake godine raste. Posljednjih se godina naročito razvio uzgoj tune, koja se većinom plasira na zahtjevno japansko tržište. Godine 2004. ulov i proizvodnja morske ribe i školjkaša je iznosio 39 954 tona, a od toga najviše 29.951 tona plave ribe. 
S početkom 2008. počeo se u Hrvatskoj primjenjivati Zaštićeni ekološko-ribolovni pojas (ZERP).

## Industrija
Industrija ostvaruje oko petine hrvatskog BDP-a, a zapošljava oko četvrtine radne snage. 83 % industrije čini prerađivačka industrija, a ponajviše proizvodnja hrane i pića, proizvodnja kemijskih proizvoda te izdavačka i tiskarska djelatnost. U proteklih pet godina zamjetan je najveći rast bruto dodane vrijednosti rudarstva, prerađivačke industrije i opskrbe energentima. 2005. godine industrijska proizvodnja je rasla 5 % godišnje. Bez obzira na ovaj postepeni rast tijekom posljednjih godina Hrvatska danas ostvaruje samo 69 posto svog industrijskog BDP-a iz 1989. godine. Industrijska proizvodnja još na razini od 85 posto one od prije 17 godina.
Industrijska proizvodnja u Hrvatskoj 2006. porasla je za 4,5 posto u odnosu na 2005. godinu, a to je nešto niže nego 2005. godine, kad je rast industrijske proizvodnje iznosio 5,1 posto. Proizvodnja u najznačajnijoj, prerađivačkoj industriji, koja u ukupnoj industrijskog proizvodnji s udjelom od oko 82 posto, u 2006. je porasla za 4,5 posto u odnosu na godinu ranije.
Podatci o industrijskoj proizvodnji 2007., koja je u razdoblju od siječnja do kraja studenog porasla za 5,9 %, pokazuju ubrzanje rasta u odnosu na isto razdoblje 2006. (4,7 %), a nastavljen je i trend rasta ukupne građevinske aktivnosti, s manjom dinamikom usporen s obzirom na to da fizički obujam građevinskih radova u deset mjeseci bilježi rast za 2,7 % (2006. 10,1 %).

## Turizam
Turizam je iznimno važan za Hrvatsku. Hrvatska je posljednjih godina postala izuzetno popularno turističko odredište te je jedna od rijetkih zemalja u kojoj nije zabilježen pad turističkog prometa, a rangirana je kao 18. poželjna destinacija svijeta. Glavni turistički aduti su: očuvan okoliš, kulturno i povijesno naslijeđe, razvedena obala, blaga mediteranska klima te duga turistička tradicija. Hrvatska je podijeljena u turističke regije, a najviše noćenja ostvaruju Istra (32 %), Kvarner (20 %), Dalmacija (33 %), Dubrovnik (8 %), te Zagreb i kontinentalna Hrvatska (6 %). Hrvatska se odredila za kvalitetni, a ne za masovni turizam te je cilj zemlje doći na otprilike 12 milijuna turista godišnje koji ne bi ugrozili održivi razvoj.
Godine 2006. bilo je 4 % više turista, a noćenja 3 % u odnosu na prethodnu godinu. Hrvatsku je tako posjetilo 10,384.921 turista koji su ostvarili ukupno 53,006.946 noćenja. Od ukupnog broja noćenja turista 2006. godine čak 88,7 % ostvaruju strani turisti dok domaći samo 11,3 %. Najviše noćenja u 2006. ostvarili su turisti iz Njemačke (23,4 %), Italije (11,6 %), Slovenije (11,2 %), Austrije (8,7 %), Češke (8,3 %), Mađarske (4,7 %) i Nizozemske (4,1 %). Prema podacima Hrvatske narodne banke, prihod od međunarodnog turizma 2006. je godine bio 6,29 milijardi eura. Tako udio prihoda od međunarodnog turizma u bruto društvenom proizvodu Hrvatske iznosi 18,4 %, udio prihoda od međunarodnog turizma u ukupnom izvozu roba i usluga Hrvatske 37,1 %, a udio u izvozu usluga Hrvatske 73,8 %.
Turizam pak 2007. bilježi rekorde i očekuje se najbolja turistička godina do sada. U jedanaest mjeseci 2007. Hrvatsku je posjetilo 10,99 milijuna turista koji su ostvarili 55,61 milijun noćenja, što je porast dolazaka za 7,5 %, a noćenja za 5,6 %, a procjenjuje se da bi prihodi od turizma u ovoj godini mogli dosegnuti sedam milijardi eura, što je 10 % više nego li 2006. godine.

## Graditeljstvo
Graditeljstvo posljednjih godina ostvaruje oko 5,7 % hrvatskog bruto domaćeg proizvoda i u sljedećem razdoblju valja težiti udjelu od približno 10 % kakav se ostvaruje u zemljama Europske unije.

## Promet
Povoljan zemljopisno-prometni položaj Republike Hrvatske omogućuje razvijanje prometne infrastrukture i prometnih djelatnosti kao jednog od važnijih čimbenika razvoja gospodarstva. 
Iz godine u godinu Hrvatska postaje sve prometno povezanija te je tako sredinom 2005. u promet puštena dugoočekivana autocesta Zagreb – Split koja povezuje kontinent s obalom. U narednom razdoblju planira se dovršiti autocesta Zagreb-Rijeka u punom profilu, nastavak autoceste Zagreb-Split do Dubrovnika te gradnja koridora 5c kroz Slavoniju. Prva faza izgradnje Istarskog ipsilona je gotova 2007., s tim da će puni profil dobiti 2010. (zapadni krak) odnosno 2013. (istočni krak) pri čemu će druga cijev tunela Učka biti gotova 2016.
Također, sve se više i više ulaže u djelatnostima luka, pomorskog i riječnog brodarstva te željeznica. Tako su Hrvatske željeznice kupile osam novih nagibnih vlakova (u sklopu projekta modernizacije HŽ-a za razdoblje od 2003. – 2007. godine) koji od lipnja 2004. voze na relaciji Zagreb – Split – Zagreb.
Riječka luka kao najveća luka na Jadranu i najvažnija luka Republike Hrvatske, kao i ostale naše luke,ima povoljan zemljopisni položaj i odlične preduvjete za prekrcaj svih vrsta tereta. Procjene budućih prometnih tokova ukazuju na očekivanje porasta pomorskog prometa osobito na sjevernojadranskom pomorskom pravcu i to ponajprije kao posljedicu prekapacitiranosti sjevernoeuropskih luka. Sada se u sklopu luke izvodi Gateway projekt sufinanciran iz Svjetske banke.
Također, RH ima povoljan geoprometni položaj i u zračnom prometu jer se nalazi, kao jedna od zemalja Mediterana na križanju zračnih putova za južnu, istočnu i srednju Europu. U RH sedam je zračnih luka – Zagreb, Split, Dubrovnik, Zadar, Rijeka, Pula i Osijek – namijenjenih međunarodnom prometu te tri zračna pristaništa – Brač, Lošinj i Vrsar, za prihvat i otpremu manjih zrakoplova komercijalne namjene.

## Trgovina
Distributivna trgovina ima značajno mjesto u ukupnom gospodarstvu Republike Hrvatske,  jer u toj djelatnosti posluje oko 38 % gospodarskih subjekata, zapošljava približno 15 % ukupnog broja zaposlenih, ostvareno je oko 37 % ukupnog prihoda i 17 % ukupnih investicija što ukazuje na dobre poslovne rezultate te djelatnosti.

## Iseljena Hrvatska
Značajan dio Hrvatskih iseljenika ostao je vezan uz Hrvatsku. Kroz posjete matičnoj državi ili konkretnu pomoć koju šalju članovima uže ili šire obitelji koji su ostali u domovini uloga iseljeništva ili dijaspore uvijek ima veliki značaj na ekonomski razvoj Hrvatske.
Doznake Hrvata iz inozemstva se kreću niz godina između 2 i 3,5 posto BDP-a.
Prema podatcima Svjetske banke godišnje doznake Hrvatskih iseljenika iznosila je 2010.  godine oko 1,5 milijarde Američkih dolara. U taj iznos nisu uračunate investicije primjerice u održavanje ili kupovinu nekretnina ili konzumacija tijekom godišnjih odmora.

## Bankarski sustav Hrvatske
Uz HNB, 18.srpnja 2022 u Hrvatskoj bile su registrirane 21 banke:

## Vanjske poveznice
- HrvatskiProizvod.com  Arhivirana inačica izvorne stranice od 16. siječnja 2009. (Wayback Machine)